# Selección de baloncesto sub-20 de Checoslovaquia
La selección de baloncesto sub-20 de Checoslovaquia era un equipo nacional de baloncesto de Checoslovaquia. Representó al país en competiciones internacionales masculinas de baloncesto sub-20. El equipo terminó en quinto lugar en el Campeonato Europeo de Baloncesto Masculino Sub-20 de 1992.

## Resultados
| 12 de julio de 1992 | Grecia         | 76-63 | Checoslovaquia |
| 13 de julio de 1992 | Israel         | 74-60 | Checoslovaquia |
| 14 de julio de 1992 | Checoslovaquia | 66-59 | Polonia        |
| 15 de julio de 1992 | Checoslovaquia | 81-75 | España         |
| 16 de julio de 1992 | Alemania       | 81-88 | Checoslovaquia |
| 18 de julio de 1992 | Checoslovaquia | 64-63 | Bélgica        |
| 19 de julio de 1992 | España         | 66-74 | Checoslovaquia |